# ケロン人
ケロン人（ケロンじん）は、吉崎観音原作の漫画『ケロロ軍曹』およびその派生作品に登場する架空の宇宙人である。

## 特徴
- 2頭身で、カエルに似た外見。
- 骨格は人間のものと似ている。また、水かきのようなものがある。単純に指が短いだけともとれる。
- 地球人と同じく、肺呼吸である。
- 個人ごとにマークが存在し、帽子と腹部にある。
  - ケロン軍の軍人の場合帽子のマークは「階級章」と称され、回すことでアンチバリアを展開できるほか対環境バリアや自動翻訳機などの機能がある。なお、強い攻撃などを受けたときに階級章が取れたり糸のようなものでつながっていたりする描写が見られる。
  - ケロロの腹部にある「☆」型のものは「ケロンスター」と呼ばれ、隊長の証である。
- 湿気を好むが、湿度が高すぎると酔う。その一方で乾燥に弱い。
- 歩くと「ピコピコ」という音がする。
- 地球の言語とは異なる言語をもつが他の惑星では自動翻訳機を付けている。
- 平均寿命については不明。なお、古代ケロン人の遺跡の記録によると「30000年生きた」という記録が残っているが、これが古代ケロン人の平均寿命であるのかあるいは古代と現代のケロン人の平均寿命が同じであるのかはわかっていない。なお、原作22.5巻でケロロ、ギロロ、ドロロは推定10500歳以上であることが明かされている。2000歳を超えているアンゴル＝モアの幼少期にケロロが既に成年体であった一方、ケロロ小隊が地球へ出発してから新ケロロが地球に来るまでに300年経過している[注 1] と明言されていること、地球の西暦1980年前後の時点でケロロはまだ子供であったことを思わせる描写がある[注 2] ことなどから、地球とは時間の流れ、あるいは暦が異なると考えられ、地球人に比べ長命であるかは明らかになっていない。
- 原作では永久歯の後に超永久歯・超超永久歯がある。アニメでは「ケロン人の歯はすぐ生え変わる」という設定になっている。
- 生命維持装置をつけていても、極度に寒い環境におかれると眠り込んでしまう。
- 平均精神負荷値は地球人の平均の216分の1以下である[1][注 3]。
- 多くの地球人が痩せるために汗を流す運動をするのに対し、周りの人間などの体重をちょっとずつ分けてもらい太るためのケロロビクスという運動がある。文化の違いとされている。
- 地球人同様、反抗期が存在する。
  - これを乗り越えるには決まった手順が必要である。その手順は、「優しく接する」→「厳しく接する」→「不良の道へ誘惑する」→「拳で語り合う」→「『反抗期とは、理由なくおとずれ、理由なくさってゆくもの』という台詞で締める」というものであり、一つでもし損ねると初めからやり直しとなる。
- 地球人と比べて泳ぎが得意。
- 天敵はヴァイパーとニョロロ。
- 体内の「ケロン星分」とよばれる成分が不足すると地球人と同じように夏バテになる。地球のスターフルーツは高濃度のケロン星分を含むとされ、彼らにとっては一種の特効薬となりえる。
- エネルギー弾を使うことができる。

名前については、今のところ名前が判明しているケロン人はすべて名前の表記がカタカナで3音節であり、最後の2文字は同じ音になっている。
また、原作ではケロン人と同様の意味で「ケロン族」（ケロンぞく）という言葉が存在する。また、アルファベットによく似た文字を持っている。

### 幼年体と成年体の違い
- 幼年体 - 尻尾があり、頭から目のあたりまで色がついている。
- 成年体 - 尻尾がなく、頭から口の上まで色がついている。

タルルがタママの階級を上回った際に彼を追い越して大人になっていたり、成年体となっているケロロと同級生であるプルルの外見が幼年体であったりするが、個人差があるのか性別差もあるのかなど、詳しいことは不明である。

## ケロン軍
『ケロロ軍曹』に登場するケロン星の軍隊。軍のマークは、上記のメインイラストのような星型のマークに加えキリル文字が含まれる「ЯОЖОR」となっている。
ケロン星は星自体が一個の国家であり、そのことから「侵略が行動原理の中心」と考えており、他の星系にもその侵略の魔手を伸ばしている。つまり本軍もケロン星では一個の組織のようなもので、宇宙船大隊の中央母艦『グランド☆スター』を本部とする少なくとも中生代末期からすでに宇宙への影響力の大きい組織であった。
各部隊は基本「戦闘員4人+非戦闘員1人」の5人編成で、そこから実績などを見たうえで少なくともA - Fの6段回の評価を受け、それにより装備や給与などに差を出される。
基本的に下ランクの部隊に優秀な人材が集められ、うち一人である非戦闘員（基本は参謀や通信兵）が単独である最重要機密の対処を任される。ただしバランスのいいように調節もされるようで、入隊して日が浅い者も上級ランクの部隊に入れてもらえることもある。
5人編成なのは『ケロロ軍曹大百科であります！』によれば「ケロン人が最も高い戦闘力を発揮できる人数だから」らしい。
規約面での内容などは特に明かされていないが、黙って規約違反な行いをしようとすると軍本部も黙っていないようで、実際アニメ第12話でギロロが小隊を勝手に除隊しようとした際はケロロが「軍法会議ものだぞ」と言いながら焦る場面があった。 ケロロ曰く、軍法によっては死刑もありえるとのこと。
それでいてあまりに任務に支障を来たしていた場合の左遷処分も厳しく、ガルル曰く「ひどければ同部隊員が全員での再会は二度と叶わない場合もある」とのことで、待遇は成果主義で配備・部隊構成においては実力・才能主義な面が目立つ。活動費用は本隊からの月給である。
数百万以上の人員が存在しているが、隊長の素質を備えている者は希少で階級や功績だけで判断が下されない特別な対応をされており、上記の優遇措置もこの才能由来から施されるのも多い。ただし、ケロロの持つ「隊長の素質」についてのこと自体はあまり本編では触れられておらず不明な点も多い。
部隊に所属しているかはその兵士によって異なるが、同部隊に付きっきりでいるというわけでもなく、臨時で他部隊の健康管理や不足した兵士の代行として他部隊へ一時加入するケースも少なくない。
代理要請する際は「ケロン軍人材派遣センター」なるものを使用して要請する。ただし、呼べるのはその惑星に最も近くいる兵士であるらしく、選択して呼ぶことは不可能である。
軍の兵士として入るには「幼年訓練所」や「成年訓練所」などといった「訓練所」（地球でいう学校）に数年間通ってそのまま入隊するのが一般的とされており、ケロロ小隊やガルル小隊のメンバーも（約1人を除いて）この経歴で軍に所属している。また宇宙人街で開催される入隊希望の列に並んでそのまま入隊するという人もいたり、侵略した星でスカウトないしヘッドハンティングを行って入隊される人も多い。そのためケロン軍の兵士たちは全てケロン人であるという訳でもなく、地球人や他種族の異星人なども多数在籍している。実際アニメ第260話の『ケロ0』では地球人であるカトヤマ・キコ曹長が学生時代にケロン軍に入隊した経緯を持っていた。
軍の入隊希望者としてはケロロ小隊が地球に来る当初は多かったが、近年ではケロン人の出生率減少などが原因で少なくなっており、本部も人材不足ということでそのことに頭を悩ませている模様。そのことから軍は新たに「第弐部隊」なるものを設立検討しており、「一人一個部隊」として人材不足を解消している様子である。その最初の入隊希望者が新米兵なのも人材不足の原因の背景といえる。

### 階級
階級は上から、大元帥、元帥、大将、中将、少将、大佐、中佐、少佐、大尉、中尉、少尉、准尉、曹長、軍曹、伍長、兵長、上等兵、一等兵、二等兵、新兵。

### 実動部隊
ケロロ小隊を含む主力部隊。主に侵略活動を行う。

#### ケロロ小隊
ケロロ小隊自体についてはケロロ小隊を参照。
ケロロ軍曹
声 - 渡辺久美子
本作品の主人公。小隊の隊長。
ちびケロロ
ケロロ軍曹の幼年時代。通称「ちびケロ」。まだケロン軍には所属していないため階級はない。とてもやんちゃな性格。
武者ケロロ
「武者ケロ」での設定。武者らしい鎧や兜を装着している。
海賊王ケロロ
「ケロロパイレーツ」での設定。

タママ二等兵
声 - 小桜エツ子
小隊の突撃兵。
タママ足軽兵
「武者ケロ」での設定。カブトムシの付いた笠を被っており、団子をモチーフにした二又の槍を手に持っている。
破壊王タママ
「ケロロパイレーツ」での設定。

ギロロ伍長
声 - 中田讓治
小隊の機動歩兵。
ちびギロロ
声 - 平松晶子、斎藤千和（第64話のみ）
ギロロ伍長の幼年時代。まだケロン軍には所属していないため階級はない。回想シーンや幼年期時代のエピソードでよく登場する。
アニメのEDクレジットでは「チビギロロ」「ちびギロ」「チビギロ」と表記されることもある。
ギロロ浪人
「武者ケロ」での設定。武士らしい身なりをしている。
砲撃王ギロロ
「ケロロパイレーツ」での設定。

クルル曹長
声 - 子安武人
小隊の作戦通信参謀。
ちびクルル
クルル曹長の幼年時代。まだケロン軍には所属していないため階級はない。
劇場版第2弾の同時上映の『ちびケロ ケロボールの秘密!?』で初登場。色は元々黄色ではなく青に近い水色で親友2人と一緒に遊んでいたが、途中でガルルのケロボールを拾ってちびケロロとちびプルルを救出し「一生分のカレーがほしい」と言いこれに浸ってしまい青に近い水色から黄色になった。
アニメでジンセイガニドアレバ銃により赤ん坊になった時の体色は黄色だった。
クルル藪医
「武者ケロ」での設定。全身にからくりが仕込まれている。
深海王クルル
「ケロロパイレーツ」での設定。

ドロロ兵長
声 - 草尾毅
小隊の暗殺兵（アサシン）。
ちびドロロ（ゼロロ）
ドロロ兵長の幼年時代。まだケロン軍には所属していないため階級はない。この頃には既にトラウマが存在していたとされる。
地球に来るまでは「ゼロロ」と名乗っている。
ドロロ頭領
「武者ケロ」での設定。普段よりも忍者らしい格好をしている。
空賊王ドロロ
「ケロロパイレーツ」での設定。

#### ガルル小隊
ガルル中尉
声 - 大塚明夫
小隊の隊長。ギロロ伍長の兄でもある。
ちびガルル
声 - 沢海陽子
ガルルの幼年時代。ただし外見は成年体となっている。ベルトが現在とは異なり、現在ギロロがつけているものと同じタイプのもの。アニメでは第183話で初登場。

タルル上等兵
声 - 渡辺明乃
小隊の突撃兵。タママの後輩。
ちびタルル
タルル上等兵の幼年時代。まだケロン軍には所属していないため階級はない。本編初登場時はこの姿だった。チロロが登場するまではカララと一緒にいた。

トロロ新兵
声 - 山口勝平
小隊の通信兵。クルルをライバル視している。
ゾルル兵長
声 - 矢尾一樹
小隊の暗殺兵。ドロロをライバル視している。
ちびゾルル
ゾルル兵長の幼年時代。まだケロン軍には所属していないため階級はない。原作第141話に、アニメでは336話で初登場。

クローンケロロ/ケロロ大尉
声 - 渡辺久美子
小隊の一時的な隊長。原作ではケロロ軍曹のクローン、アニメではケロロ大尉。いずれも記憶を消され、幼年期に戻されている。
プルル看護長
声 - 雪野五月
小隊の看護兵で紅一点。ケロロ・ギロロ・ドロロの幼なじみ。
ちびプルル
プルル看護長の幼年時代。まだケロン軍には所属していないため階級はない。『ちびケロ ケロボールの秘密!?』で初登場。

#### ケロロ第弐小隊
ケロン軍「大本部」の決定により地球に送り込まれた侵略本隊（ケロロ小隊はあくまで先行工作部隊）。1人で1小隊の役割をすべて担っているのは、ケロロ小隊が地球に来て以降のケロン軍の兵士不足が原因である（超少子化によりケロン星では過去100年で新ケロロ1人しか兵士が誕生していない）。
新ケロロ（しん/ニュー ケロロ）
声 - 悠木碧
原作第184話で初登場。本名は「ケロロ」で、ケロロ小隊隊長である「ケロロ｣と区別するために「新」がついており、灯たちからは「ケロロ」などと、ケロロ軍曹からは「本隊くん」などと呼ばれている。階級は不明。
身長44.4cm、体重4.444kg。体色はケロロと同じパターンだが、帽子（ケロンベレー）は耳の付いた異なる形状。また、赤い首輪のようなものをつけ、尻尾は丸い。
ケロン軍本部より上の権限を持つ「大本部」の決定により地球に送り込まれたケロン軍兵士（この決定はケロロ小隊の地球侵略遅延が原因でなされたものである）。1人で1つの小隊のメンバー全員分のSTYLEを使いこなすことができ、その力量もタママ・ドロロ・ギロロと互角以上である。その一方で侵略訓練が十分でない状態で地球に送られているため、戦闘経験は少ない。
タママ同様尻尾がある幼年体であり、性格は幼く天真爛漫で飽きっぽく我慢ができないなどまだまだ子供である面が目立つ。一方で梅雨の湿気には弱い、カナヅチであるなど、ケロロたち他のケロン人との違いがある。
地球にやってきてからは火ノ原灯と生活しているが、灯の家族との関係は不明。
G-STYLE（ギロロ スタイル）
ギロロの機動歩兵としての能力を使用することができるSTYLE。体色は赤、左目の下に×印の傷跡がつく。
T-STYLE（タママ スタイル）
タママの突撃兵としての能力を使用することができるSTYLE。体色は紺、両手に突起がつく。
D-STYLE（ドロロ スタイル）
ドロロの暗殺兵としての能力を使用することができるSTYLE。体色は青と紺（口周りと胸元）、両手に籠手がつく。
クルルの能力を使用できるSTYLEもあるが、人前で使うのは避けておりその姿は不明（ただし作中で一度だけ使用したことがあり、その際は使用後にクルルの特徴的な笑い方が残ってしまったのを灯たちに見られてしまった）。

#### アニメオリジナル

##### X1（エックスワン）
アニメ第189話で名前が登場。ケロン軍隠密特殊任務班。アサシンのうちでも最強の部隊であり、「吸血部隊」「レッドアサシン」とも呼ばれる。ドロロ、ゾルル、シュララ、カゲゲもこの部隊に所属していた。構成員は6名。ここでの訓練は感情を捨てるための「共食い」と呼ばれる同士討ちであり、ドロロもこの部隊を「恐るべき部隊」と言っていた。
ジララ
声 - 池田勝（第189話） → 矢田耕司（第336話）
アニメ第189話で登場。その後原作第140話にも登場した（登場はアニメの方が先である。原作第140話のアニメ化である第336話Aパートでも再登場）。元ケロン軍の大尉。アサシンの隊長かつケロン軍隠密特殊任務班「X1」の創始者・指導者で、かつてのドロロの上官だった。「静かなる殺戮者」の異名を持つ。アサシンとして生きることに疲れ、自由をつかむためにケロン軍からの脱走兵として地球に来た。年齢は不明だが、自分の人生を「残り少ない」と言っていたことから高齢であることがわかる。
体色は顔の帽子以外の部分・腹部・両腕が紫色で、その他は藍色。帽子は他のケロン人と形がやや異なり、目に当たる部分が帽子で完全に隠れるようになっている。額・両目にあたる部分に小さな赤い丸のマーク、腹部に手裏剣のマークがある。左目にあたる部分にはちょうど帽子に突き刺さっているような斜めになった手裏剣のマークがある。手の部分はゾルルと似ている。
主に使う技は「アサシンスーパーマジック」で、これを使う際には額・両目の赤い丸が光り、そこから赤いレーザーのようなものを出して技を繰り出す。
X1時代から「強いアサシンになるには感情を切り捨てねばならない」と教えており、ジララ自身も冷酷な性格で、感情をないがしろにしていた。しかし初登場回でのドロロとの一戦のあと、そのことを考え直している。
以上の設定はほぼアニメのものである。原作では回想シーンのみの登場で、「記憶や記録に残ってしまったものはアサシンを極められない」とゼロロに教えており（アニメ第336話Aパートでも同様のことを教えている）、その他詳細はアニメほどには明かされていない。

##### バリリ中隊
アニメ第262話Aパートで登場。バリリを隊長とするケロン軍の中隊で、軍内では優秀と名高い。「惑星カリント」を侵略中。神輿の上に隊長のバリリ准尉が笛を口に両手に扇を持って「ワッショイワッショイ」することが侵略方法らしい。
バリリ准尉
声 - 成田剣
アニメ第239話Bパートで初登場。ケロン軍のエリート軍人で「バリリ中隊」の隊長。容姿端麗・高学歴・高収入であり、幹部候補といわれている。まじめな性格で堅い部分があり、場の空気が読めないなどエリートらしい一面もある。
体色は非常に薄い青色であり、目より上の部分は普通の青色（藍色に近い）。帽子はかぶっていない。額に赤、腹ではなく胸の部分に黄色の星マークがあり、額は上を向いた角のような形をしている。背中にはマントをつけている。
プルル看護長とのお見合いの相手としてケロン軍から派遣されて地球に来た。お見合い中のケロロ小隊のお節介によってプルルに好意を持ったようであった（彼女に付き合う気はない）が、プルルがジョリリに恋していると勘違いしたため彼女をあきらめた。
その後第262話Aパートで再登場。彼はまだプルルのことをあきらめておらず、それが原因で中隊を巻き込む事故を起こしてしまった。しかしその治療がケロロ小隊の秘密基地で行われたため偶然にもプルルと再会することができた。556のアドバイスで同話のエピソードを通してプルルに思いを伝えることはできたものの、彼の余計なアドバイスとバリリ自身の性格ゆえに「1時間ごとにメールを入れる」「毎日花を贈る」「毎晩のおやすみコール」などあまりにしつこいコンタクトを入れた結果プルルの気を滅入らせてしまった。
第291話Bパートで3度目の登場。結局プルルには振られたようで、すっかり生気をなくしており、終始エクトプラズムのように口から白いバリリの霊らしきものが出ていた。4度目の登場となった第301話Bパートも同様に霊が出ていたが、プルルにバレンタインチョコ（義理チョコではあるが）をもらうとすぐに感激で霊が消滅していた。
第320話Bパートで5度目の登場。彼はプルルをあきらめきれず、ついに心労と腹痛に見舞われ、仕事に支障が出るようになってしまったためケロン軍本部からどうにかするよう命令された。ケロロ小隊が彼の恋愛をサポートしたものの、かえってプルルに強く振られて落ち込む結果となってしまった。一方でプルルはこのストーリーにおいて、とある影響のもとでバリリのひたむきな思いが感じられるようになり、逆にバリリに惚れてしまった。バリリはケロロ小隊のサポートに加わっていた秋の助言で立ち直ったが、その助言を字面通りに受け取っていた。そのため、プルルに食事に誘われたものの「食事より自分の胃を治すのが先」などと言って断ってしまった。それにより今度はプルルが落ち込み、かつてのバリリのように口から白い霊を出す結果となってしまった。
第344話Aパートで6度目の登場。プルルが地球を離れることになりひどく落胆していた。ケロロ小隊の計らいでプルルのお別れ会を開いてもらい、そこで告白しようとするも、ハプニングが続発し失敗する。結局告白できないままプルルは地球を去ってしまうが、その直後、ギロロの助言により去ったプルルの宇宙船を追いかけて告白することを決意する。追いついた先でプルルの宇宙船に飛び移って告白しようとするが、その時別の宇宙船が衝突し、バリリは怪我を負う（その宇宙船はアニメ第277話Aパートにおけるピザ配達の宇宙船と同じ外見だが、詳細は明かされていない）。しかしそれがきっかけでプルルに看護してもらうことができ、そこで再びプルルを食事に誘うと、プルルはそれに応じてくれた。しかし、バリリは長く地球に滞在してケロン軍の任務に大きな支障をきたしたことで「惑星チチーブ」に左遷されてしまった。なお、この回において、バリリが「惑星ミヤサギーノ」という惑星に住んでいることが判明している。
EDのクレジットでは当初「バリリ准将」と表示されていたが、第291話より「バリリ准尉」となっている。

##### ベタタ小隊
アニメ第150話で名前が登場。ケロン軍の小隊のひとつで、惑星ネガトンを侵略していた小隊。隊員などの詳細は不明。しかし全員が食中毒になり帰国。それに代わって新たな小隊が結成され、ギロロが隊長に任命されていたが、その通知の期限が切れたため無効となった。それ以降この小隊および惑星ネガトンの侵略の進捗状況は不明である。

### シュララ軍団
ケロン軍の特殊部隊・実験部隊の出身者で構成されたプロフェッショナルの軍団で、「シュララの会」とも呼ばれる（アニメ第161話）。
「お仕事人」と呼ばれることも多い。各軍団員には「OOのXX」（"XX"は名前）と通り名がつけられることが多い。
アニメでは4thシーズンで「ケロロ小隊の抹殺を目論む軍団」として不定期で登場。弱点を完璧に調べ上げた上で出現した。第177話Aパートでは「シュララ軍団は誰かの依頼で動いている」ととれる部分があったが、抹殺を目論んでいた理由はシュララ自身のケロロに対する個人的な恨みであった（第203話で判明）。
軍団員は全員『ケロロランド』の投稿企画「新隊員大募集」にて読者が投稿したキャラクターである。ロボボ・ユキキを除くは全員アニメ第159話Bパートでシルエットで（シュララのみ最初はシルエットだったが、すぐにはずされた状態で）初登場しているが、以下では各団員の初登場話はそれを除いたものとする。最後はただのケロン人の時にケロン星に帰った。第202話では、プタタ、メケケ（本体）、ギルル、ドクク、ロボボの5体をケロメットの力で人形に変え、さらにその5体を合体させグレートシュララに変えた。
シュララ
声 - 若本規夫
アニメ第159話Bパートで初登場。シュララ軍団のリーダー。
かつて「伝説のアサシン」と言われており、ドロロ（当時はゼロロ）と任務を遂行したこともあるという（初登場回では彼のことをすっかり忘れていた）。圧倒的なカリスマ性を持つ。しかし役に立たない部下は冷然と切り捨てる面を持ち、ケロロ小隊に敗れた刺客たちを人形にし巨大ロボに変えてしまった。
体色は体の右半分が紫、左半分が緑。瞳は右が水色、左が黄色のオッドアイ。
元々は「シララ」という名前であり、以上の外見もシララとしてのものである。
シュララとしての外見はシララとやや異なる。額と腹部のマークは青い円形と横長の長方形を合わせたような図形の中央に黒い縦長の長方形が横に3つ並んだようなマークに変わり、右手にランス、左手に盾を持ち、尻尾の先端も尖っていた。ケロメットの外見は顔の右半分にあたる部分が銀色、左半分が金色で、両目の上には角があり、両耳に当たる部分は斧のようになっている。なお、左手の盾は単に攻撃を防ぐだけでなく、ギロロの銃撃やタママのタママインパクトのようなビーム系攻撃をその表面で受けて溜めた上で跳ね返すことが可能である（アニメ第203話より）。
子供の頃からの恨みを長い間根に持ち、復讐のために軍団を組織するなど非常に執念深い性格である。
シュララとしての一人称は「私」であり、時々「ぶっはっはっはっはっは〜!!」という高笑いをし、さらにプラネット・イーター（ケロメット）に取りつかれて巨大化した時には「ぶるぁぁぁぁぁぁ!!!」という唸り声を上げていた。7代目OPにも数秒間だけ登場している。
「ケロロランド vol.7」の読者投稿で表紙に描かれたキャラクター。「あの頃ケロロ軍曹」には参戦していない。
シララ
声 - 桑島法子
アニメ203話に登場。ケロロたちの幼年訓練所時代の同級生。
体色と瞳の色は上述と同じだが、耳にあたる部分は盛り上がっており、数字の3のような形をした口をしている。額に赤、腹部に黄色の角が丸い星マークがある。
同じく同級生だったプルルに対して想いを寄せていたが、やんちゃな性格だったケロロの故意ないたずらによりプルルとのひと時を邪魔され、それによりケロロに恨みを覚えた。そしてあるときに「ケロメット」（プラネット・イーター）を見つけ、それを被った時から「シュララ」と改名しケロロへの仕返しを決意した。なお、ケロメットの影響か体の成長は幼年期で止まっている。
シュララ軍団設立後から時を経た後、ケロロらがケロメットからシララを救出し、それ以降は改心しケロン星に帰って本来のシララとして再び幼年訓練所からやり直すことを決意した。

プタタ
声 - 利根健太朗
アニメ第161話で初登場。「ナゾのらくがきケロン人・プタタ」「ストリートアートのプタタ」と紹介された。右手に筆を持っており、これで描いた絵は左手で指を鳴らすことで実体化し、その絵を操ることで相手を攻撃する。またこの筆のインクはニョロロがケロン人から吸った水分を材料にしており、筆自体がニョロロにもなり水分を吸い取ることができる（この筆は初登場話で消滅している）。スタンプも持っており、誰かの顔に押す面を当てるとその人の顔のスタンプになり、別の場所にそれを押したものもまた指を鳴らすと実体化する。また頭に付いている物は飾りと思われがちだが、実はそれもプタタのスタンプの一つである（劇中では使われなかった）。ケロロ小隊を追い詰めたが、クルルの策略によって敗れ、ワープしてケロン星に帰った。アニメ202話ではシュララにより人形に変えられた。
体色は左手の先・右手のひじの辺り、左足の付け根部分が黄緑色、右足の先と左目の周りがオレンジ色で、それ以外の部分はすべて薄い黄色。額と腹に中央に円形の空白がある青い手裏剣マークがあり、右の頬にも黄緑色の手裏剣が描かれている。帽子は薄い青紫色で、ケロロ小隊のもののように耳に当たる部分はない。目の色は左右色違いで、中央部に白・その周りが黒であるのは共通だが、そのさらに周りが左目は黄色、右目がオレンジ色である。
一人称は「オイラ」。ラップ調の口調で話し、台詞に「よっしゃー、エッシャー、逆襲のシャア」や「何て事シヤガール（シャガール）、覚えていやガーレ（ガレ）」など古今東西の芸術家の名前を入れる癖がある。笑い声と共鳴の合言葉は「プタプタ…」。
「ケロロランド vol.5」の読者投稿で表紙に描かれたキャラクター。「あの頃ケロロ軍曹」では556チームで参戦している。
メケケ
声 - チョー
アニメ第161話で初登場。「ナゾの人形使いケロン人・メケケ」「スーパーマリオネットのメケケ」と紹介された。高度な操演能力を持ち、強力なアンチバリアで隠れて常に操り人形を操り、その人形を使って人間を操り人形化するという攻撃手段を持つ。プタタと組んでケロロ小隊に迫った。クルルに「一本取られた」と言わせドロロを完敗寸前にまで追い詰めるなど、実力は高い。相手の弱点を逆用した卑怯な戦い方をする。弁術にも長けており、クルルを操った際はケロロの性格を利用した巧みな口車でギロロとタママを怒らせてたたき出してしまった。ケロロ小隊を追い詰めたが、サブローに本体を見破られ、逃走してケロン星に帰った。アニメ202話ではシュララにより人形に変えられた。
彼の操り人形の体色は茶色で常に逆立ち状態で、頭の上（逆立ち状態なので実際には頭の下。ただし逆立ち状態でないときも下にあった）に操演用の十字型の板が浮かんでいる。額と腹のマークは円の中に太い十字（+のねじ山）がある形である。左目には十字の格子があり、右目には大きく×印が描かれた灰色のものが貼られている。腕は四本（二対）あり、その内の二本は鋸と錐になっている。両手の先は3つの鉤の形状になっている。常に宙ぶらりんな状況にあるためか、不規則に揺れていることが多い。
本体は前述の通り強力なアンチバリアで隠れており、詳細な外見は不明。ただし体色は青緑色で右目には操り人形と同じく×印が描かれたものが貼られており、左目の色は薄いオレンジ色になっている。また紺色の服と頭巾を着用しており、服にもねじ山がある（アニメ第185話・「ケロロランド vol.22」より）。
一人称は「あたち」で、語尾に「ッス…」や「でやんす」をつける。笑い声は「メケケケ…」で共鳴する時の合言葉は「メケメケ…」。
「ケロロランド vol.11」の読者投稿で表紙に描かれたキャラクター。「あの頃ケロロ軍曹」ではカゲゲ小隊で参戦している。
ギルル
声 - 安井邦彦
アニメ第169話Bパートで初登場。「三途の川のギルル」と紹介された。全身がコバルトブルーの液体（正確に言うとメルト状）で成っており、相手を自分と同じようにメルト化するという攻撃手段を持つ。彼にはバズーカ砲を撃っても効かず、また蒸発させようと火であぶっても生き残るほどの強靭な生命力の持ち主でもある。しかし、油固め剤をかけられると身動きが取れなくなる。また、メルト化された人物は何を発言しても他者には聞こえない。
メルト状であってもケロン人の基本の外見は崩さない。耳のような部分があり、額と腹部に青色で数字の9を逆向きにし、字画で囲まれた空白部も塗りつぶされているような形がある。また、目のような部分が片方のみ存在する。ギロロをメルト化にした後、夏美を襲おうしたが、ギロロに止められ油固め剤入りの油に投げ込まれた。その後、ケロロたちに捕まるが助けにやってきたドククに救われ、ドククと共にシュララ軍団から足を洗ってケロン星に帰った。アニメ202話ではシュララにより人形に変えられた。
一人称は「私」あるいは「俺様」。「ギルギルギル…」と鳴く。第177話Aパートにも登場し、ギルルがドククの兄ということが判明した。
「ケロロランド 春号」の読者投稿で表紙に描かれたキャラクター（発表時は名前が「ゲルル」だったが変更された。なお、第159話に対する次回予告において共鳴の合言葉が「ゲルゲル…」になっているシーンがあるが本編では「ギルギル…」に修正されている）。「あの頃ケロロ軍曹」には参戦していない。
ドクク
声 - 草尾毅
アニメ第177話Aパートで初登場。実験部隊で肉体改造され、体をガス状にされた「ガスケロン人第1号」である。また、ギルルの弟でもある。他の軍団員と違ってシュララ軍団から足を洗いたいと思っており、登場目的はケロロ小隊に捕らえられた兄を救うことであり、ケロン星に帰った。性格はかなり律儀である。アニメ202話ではシュララにより人形に変えられた。
体色は白。右目にはギロロと同じ傷のようなものが縦に貫いており、左目は水色の楕円形である。口の部分もギロロの傷状になっている。額と腹部には円形で上の一部が飛び出したようなマークがある（このマークも同じく白色で、あるのは縁取りのみ）。右手は鎌のような形状をしており、足にあたる部分はない（ちょうど幽霊のように）。耳にあたる部分は薄いオレンジ色で、形は安定していない。尻の先も形は安定せず、先端が薄いオレンジ色である。また、後ろに2つの火の玉のようなものを従えている。
基本的に「ドクドクドク……」としか話せないが、他人の体に憑依する（決まって尻の方から入る）ことができ、そうすることで初めて自分の意思を伝えることができる。憑依しなくてもギルルとなら話し合うことができる。
「ケロロランド vol.2」の読者投稿で表紙に描かれたキャラクター。「あの頃ケロロ軍曹」ではゾルルチームで参戦している。
ロボボ
声 - 園部啓一
アニメ第185話Aパートで初登場。「機械仕掛けのロボボ」と紹介された。製作者はマドド（あの頃ケロロ軍曹に設定のみで登場）。シュララ軍団に雇われたロボットであり、機械化光線を発射することによって人々を機械と融合させるという攻撃手段を持つ。さらに手の磁石で機械と融合したものを引き寄せ、腹部にあるミサイルのようなものでそれを破壊することができる。掃除機と融合したケロロからケロンスターを奪おうとするが、機械化光線から逃れたドロロの｢零次元斬」により敗北。
自分が敗れると自らと同じ外見の巨大ロボットを呼び寄せることができる（ロボボ自身はこのロボットを「弟」と呼んでいる）。この巨大ロボは相手の弱点を分析することが可能である。しかしドロロの忍法によって弱点を克服したグレートケロンに敗北して自爆した。ロボットだけに抑揚のない話し方をする。アニメ202話ではシュララにより人形に変えられた。
体色は灰色で、額と腹に二重丸のマークがある（色は額のものの外側が白、腹のものの外側が黄褐色、両者とも内側が黒）。両手がU字型磁石、足の先が棒磁石になっており、先端の色は右手・右足が赤色、左手・左足が青色、それ以外は濃い灰色。耳の部分はクルルのヘッドホンに似た形状になっているが、彼のものとは違い面が乾電池の+極のように平坦である。頭部と耳の色は黄褐色。目の部分は四角錐台の形をしており、眼球はない。
「ケロロランド 春号」の読者投稿で表紙に描かれたキャラクター。
ヌイイ
声 - 間宮くるみ ※第159話のみ川上とも子
アニメ第188話で登場。自身を「御針子（おはりこ）のヌイイ」と紹介していた。
ケロン星で昔売られていたぬいぐるみであり、持ち主に捨てられた後にシュララの手により命を吹き込まれた（第188話によると、同じぬいぐるみをクルルも持っていたらしい）。手の部分から針を飛ばし、それが刺さった相手をぬいぐるみ化するという攻撃手段を持つが、普段は純真無垢なぬいぐるみでありギョロロに操られることで初めて攻撃ができるようになる。なお、操られている最中の記憶はないようである。
体色はオレンジ色で、額と腹に十字が彫られたボタンのようなマークがある。目の形も十字で、目の下にはピンク色の部分がある。体の至る所に縫った跡のようなものが見られ、右肩に1つ・左肩に1つ・帽子に2つ同じく十字に彫られたボタンのような物が付いている。また幼年期のケロン人と同じく尻尾があり、顔の部分も目の下から白色となっている。以上の外見は「ケロン星で人気のぬいぐるみ」としての外見であり、夏美と接触している時はクマのぬいぐるみの形をしており、その外見は彼女が幼い頃に持っていた「クーちゃん」というぬいぐるみによく似ているという。
地球人の女の子はぬいぐるみが好きだということにより夏美と接触したが、ギョロロに操られて夏美をぬいぐるみに変えようとしたとき、彼女がヌイイにつけたリボンを見せられたことで感情が芽生え自我を持つようになり、渾身の力を振りしぼって操り主のギョロロを止めようとするまでになった。ギョロロに体をボロボロにされたが夏美に直してもらい、持ち主の元に戻ろうとケロン星に帰った。一人称は「ボク」。
また第159話Bパートでも他のシュララ軍団のメンバーと一緒に共鳴していたが、その時は配役が川上とも子だった（エンディングでは彼女が冬樹役で既に出演していたのでクレジットされなかった）。
「ケロロランド vol.4」の読者投稿で表紙に描かれたキャラクター。「あの頃ケロロ軍曹」ではケロロチームで参戦している。
ギョロロ
声 - 平田宏美
シルエットでの登場はしておらず、アニメ第159話Bパートおよび第161話の最後で目のみが映されており、それを除くと第188話で初登場。性格は冷酷非情・陰険・狡猾だが好戦的でもある。シュララ軍団の情報収集担当役である故に、シュララに対しては自ら「シュララ様」と呼び大変な忠誠を誓っているようである。ヌイイの操り主でもあり、普段は壁に隠れて彼を操り、ケロロの周りの人々をぬいぐるみに変えさせていた（それ故にギョロロ自身はある意味で自らの保身を図っていた模様）。また、目からビームを出して攻撃することもできる。最終的には自我を持ったヌイイに裏切られ、ケロロの放ったクルルの発明品「シャボン玉トンダ銃」の非常に特殊なシャボン玉（しかも、口封じの効果も併せ持つ優れもの）の中に封じ込まれ、ケロロ小隊に確保された。
体色は青色で、額と腹に目玉のマークがある。幼年期のケロン人と同じく尻尾があり、目の下から白色となっている。帽子の耳に当たる部分の先端および尻尾の先端にも目のようなものがついている。帽子は緑色であり、目の下および腹部の白色部分も実際には若干青色がかかった色となっている。
一人称は「あっし」で二人称は「貴様」。メケケ同様語尾に「でやんす」をつけて話す。
「ケロロランド vol.8」の読者投稿で表紙に描かれたキャラクター。「あの頃ケロロ軍曹」には参戦していない。
ユキキ
声 - 丸山詠二
アニメ第202話で初登場。「大雪山（だいせつざん）おろしのユキキ」と紹介された。特定の場所だけに雪を降らせたり、吹雪でものを凍らせたりする攻撃手段を持つ。しかし強い熱には弱く、熱を浴びると胴体が消えて帽子の部分のみになってしまうが、この状態でも足の部分が出現して歩行ができる。ケロロにシュララが出した年賀状を思い出させるために日向家にやってきた。その後、クルルの発明品｢テノヒラヲタイヨウニ銃」によって体を溶かされた。
体色は白。バケツを逆さにしたような形の帽子（赤）、マフラーのようなもので成る耳の部分（青）、手袋（濃い茶色）をはめた手、突起状の鼻（茶色）など、雪だるまをかたどったような外見をしている。腹部は青色で、腕は茶色。帽子と腹部に白い雪だるまのマークがあるが、目の中の色はそれぞれ帽子・腹部の色と同じである。尻に尻尾のようなものがあるが、顔の部分は大人のケロン人と同じになっている。
一人称は「ワシ」。語尾に「じゃ」をつけて話すなど、老人のような話し方をすることがある。
「ケロロランド vol.11」の読者投稿で表紙に描かれたキャラクター。
カゲゲ
声 - 古川登志夫
アニメ第202話で初登場。元アサシンであり、かつてはジララとも影の技を競い合ったという。「暗殺超魔術（アサシンスーパーマジック） 影分身」により、相手の影を実体化させて勝負させることができる。しかし光が無いところでは影ができないので戦力にならない。
体色は白色。顔の下半分（帽子の耳部分も含めて）と手に黒い炎のような模様がある。左目にあたる部分に「+」を円で囲ったようなマークがある（このマークはカゲゲがケロロ小隊に拘束された時に十字から×印になっている）。腹部は黒色。額と腹部に濃い水色の逆三角形（ただし左目側の頂点のみ2つに裂けている）のマークがある。首にうす紫のマフラーのようなものを巻いており、先端が3つに裂けている。ケロロ小隊の影でケロロたちを追い詰めるが弱点を見破られ、ケロロたちに袋叩きにされた（ただしドロロの苦手な物はトラウマだったため、不参加）。
「ケロロランド vol.9」の読者投稿で表紙に描かれたキャラクター。「あの頃ケロロ軍曹」では自身がリーダーのカゲゲチームで参戦している。
グレートシュララ
声 - なし
アニメ第202話で初登場。シュララが人形に変えたメケケ（本体）、プタタ、ギルル、ドクク、ロボボを合体させた巨大ロボ。弱点を克服したグレートケロンを追い詰めるほどのパワーを持つ。
体色は黒色。合体させたケロン人の面影が残っている。顔の耳に当たる部分に突起があり、そこがコックピットになっている。腕はメケケ（人形）と同じく四本（二対）あり、その内の二本は鋸と錐になっている。両手はランスと盾を装備している。足はロボボの足になっている。シララ救出後、どうなったかは不明。

### ケロン軍幼年組生徒
劇中、幼年組としての姿が描かれた（もしくは、劇中、言及された）登場人物のみ記述。

#### ケロロと同学年
『ちびケロ』で登場することが多い（他、ドロロやゾルルの回想として登場することもある）。
ケロロ
ケロロを参照。
ゼロロ
ドロロを参照。後のドロロ。
ギロロ
ギロロを参照。
プルル
ガルル小隊を参照。
ゾルル
ガルル小隊を参照。
シララ
#シュララ軍団を参照。後のシュララ。
シペペ
#シペペを参照。
リノノ
#リノノを参照。

#### カララと同学年
カララ
カララを参照。
チロロ
#チロロを参照。 原作とアニメで設定が異なる。ただし外見は共通。

#### その他のケロン軍幼年組生徒
タママ
タママを参照。ケロロたちより後輩にあたり、タルルより先輩。
タルル
ガルル小隊を参照。タママより後輩。
生徒
ケロン軍幼年訓練所の生徒。●のマークのものが多い。

### その他の軍関係者
ケロロ上司
声 - 潘恵子
階級は不明。ケロロからは「指揮官殿」と呼ばれている。シルエットでしか登場していない。
後にアニメ第232話Aパートにてケロロがフライングボードを盗もうとした際とメカヴァイパーの強盗を見過ごそうとした際にそれらを止めようとする「ケロロの心の中の声」として「ケロロ上司Aタイプ」「ケロロ上司Bタイプ」が登場している。
大佐
声 - 島田敏
ケロン軍の大佐。アニメ第243話にて、クリスマスプレゼントとしてX-5.5（エックスゴーゴー）をケロロ小隊に送り込んだ。

ケロロ兵学校教官
声 - 小山茉美
アニメ第9話Bパートにおけるケロロが兵学校にいた頃の回想シーンで登場した教官。階級などは不明。
教官
見学訓練の時ついていった先生。頭に★が三つある。
ムシシ
声 - 飯塚昭三
アニメ第181話Aパートで登場。体色は青緑色で、額と腹に虫を模したようなマーク（額が黄色、腹部が赤）がある。口の辺りにひげを生やしている。「〜だーね」と、語尾の2文字手前を伸ばして喋るのが口癖らしい。「蟲使いのムシシ」と呼ばれる伝説のアサシンであり、ドロロも憧れている。アサシンは引退しているが、趣味で宇宙中の虫を集めている。頭の部分は帽子ではなくふたのようになっており、中に虫のような生物がいる。
オババ
声 - 中谷ゆみ（グランドスターの総司令官）
アニメにて同名の人物が2人登場している。両者に関係があるのかは不明。
1人はケロロの母のランチ仲間で、第262話Bパート・第313話Aパートで名前が登場したのみである。外見などの詳細は不明。
1人はケロロ小隊が地球侵略に向かう際乗っていた母艦「グランドスター」のかつての総司令官で、第282話Bパートで登場（ただしそれより前に同話Aパートにてタママが名前を出している）。体色は桃色で、額と腹に丸囲みの星マークがある。現在はグランドスターに地球の建築様式を真似た農園を作り、そこで過ごしている。
ゲリリ少佐
声 - 堀川りょう
アニメ第284話で登場。ケロン軍所属で官僚出身のエリート軍人。頭脳派であるため最前線で直接指揮を執ることはなく、会議室からモニター経由で最前線に指示を出す。体色は紫色で、マントを羽織っており、帽子の額部分とマントの胸部分にそれぞれ赤と黄色の星がある。「○○から」「○○だから」が口癖。
当初は「メキメキ頭角を現している」と言われていたが、実際には自己中心的で自分さえ手柄を立てられればよいと思っているような人物である。初登場話においては地球侵略を早く終わらせるためにとケロン軍本部からケロロ小隊へ派遣され、一時的に小隊の実質的な指揮権を握ることになったが、その際に実行した作戦における小隊員の犠牲を一切顧みない発言が問題になり更迭された。ケロロ曰く「ゲリリって名前、ちょっとひどい」。
オノノ少尉
声 - 小山力也
アニメ第300話で登場。ケロン軍特務部の単独侵略行動班に属していた古参兵。ケロロたちが生まれる遥か昔から活動しており、軍内でも有名な人物であるようで、ギロロはオノノのことを「隊を持たずに優秀な侵略活動を一人で続けた伝説の少尉」であると学校で学んだことがあると発言していた。その昔に任務に出た際、燃料切れの宇宙船の中で人工睡眠し続けており、宇宙船が不時着した地球でごく最近目覚めた。そのためギロロはオノノと対面するまで、彼のことを「不慮の事故で亡くなった」と勘違いしていた。体色は薄い黄緑色で、額と腹にそれぞれ黄色・赤色のマーク（長方形に左上と右下の頂点を結ぶ対角線が引かれた形）があり、ふちが黒い眼鏡（右側のレンズに多少の亀裂が入っている）をかけている。また、上の前歯の隣り合った2本が欠けており、欠けた部分を合わせると半円形になっている。
性格は非常に真面目であり、昔から不真面目な部下とは衝突してきたという（ギロロが学んだことによると、単独侵略行動班に配属されたのはこのためとされる）。侵略に際しては無駄な破壊活動をしてはいけないという哲学を持っている。また、ケロロたちとの間には時代の差による考え方や知識の差がある。なお、タママ手作りのチョコバナナに興味を示し、それを初めて口にした時に衝撃的なカルチャーショックを体験した。
ダレレ
声 - うえだゆうじ
アニメ第332話Bパートで登場。ケロン軍特殊部隊に所属していたが、立場がより上である宇宙警察の特殊捜査官たちによる汚い作戦に利用されたことに嫌気がさして脱走した。そのため指名手配犯として特殊捜査官に追われている。変身の達人で、体格の異なる異種族にも簡単に変装することができる。戦闘能力も高く、ギロロとは互角に戦う様子を見せていた。体色は灰色で、白い帽子を被り、額と腹に?（クエスチョンマーク）を崩した緑色のマークがある。瞳の中心の色は青色で、その周囲は水色。また顔の上半分（目の付近）はオレンジ色をしている。
最高司令官
声 - 銀河万丈
階級は不明。シルエットでしか登場していない。
アニメ第357話に登場。地球人抹殺の計画を立てた人物であり、古代ケロン軍の負の遺産をカスタマイズしたプログラム「DK666」をケロロ小隊に送った。しかし、ケロロと冬樹の説得を聴いた彼は、地球侵略をケロロ小隊に引き続き任せることにする。
バトラコス
ケロロ小隊が地球侵略前の偵察に用いた偵察ユニット。兵器であってケロン人そのものではない。
見た目はケロン人に似ているが、カエルのDNAを採取して擬態させたものである。OSとしてケロロの人格を模倣したプログラムが組み込まれており、自律行動をとる。少なくとも100体以上が地球に投入され、偵察活動の後、接触したすべての記録・記憶を抹消したうえでケロン小隊の宇宙船へ帰還した。しかし4号・11号・126号の3体だけは行方不明になっており、彼らが回収した情報は軍紀に基づき破棄されている。
見た目は読み切り版〜連載初期のケロロそのものである。これは、原作226話において、1998年の読み切り版を本編の前日譚と位置付ける解釈がなされたためである。
4号
1998年の読み切り版、原作226話・232話に登場。
読み切り版では、オタマジャクシの状態で地球に投入されるも遭難していたところを、秋奈に救われ、現在の家に引っ越す前の夏美と出会い、カエルの観察日記のために飼育されていた。無事成体になった後は、自分を救ってくれた秋奈への恩返し、そして「人類の観察日記」を書くという目的のために、夏美と互いの観察日記を書きあう共同生活を送った。その後、地球侵略に踏み出した部隊（ケロン小隊の宇宙船とは違う形の宇宙船で現れた）に対し、希望的観測が多いことを理由に地球侵略の延期を認めさせ、地球を救った。
原作226話では、読み切り版の後、夏美たちの記憶を消去して帰還準備に入ったが、秋奈の家から新居にひとりで向かっていた冬樹が迷子になったのを受けて、彼の居場所を見つけ出し、日向家を再会へと導いた。これによって残り少ないエネルギーを使い果たしたために帰還できず、ケロン小隊では機体消失と見なされた。そのため、日向家の情報は破棄され、ケロン小隊はこれを把握しなかった。また、ケロロは消失地点である日向家近辺を重点的に探索するという判断を下し、日向家と彼が出会うきっかけが生まれた。
原作232話では、原作226話の出来事の後、自らプロテクトをかけて休眠状態に入っていたことが明らかになった。それが現在になって、ブラックスターによって休眠状態が解除されたため、最後の力を振り絞って日向家に帰投し夏美と再会したところで、機能を停止した。その後、ケロン小隊によってケロン星へと送り返された。ケロロによれば、リサイクルの後、新たに活躍の場を与えられるという。
11号
原作232話に登場。日本のどこかで、マコトという少年と、ケロロと冬樹のような友情を結んで暮らしている場面が描かれている。帽子が黒い。
126号
原作232話で、原作112話に登場した「カプ〜」であることが示唆されている。ケロロ軍曹の登場人物一覧#カッパを参照。

## サブキャラクター
キルル
声 - おぎやはぎ※二人一役（劇場版）、藤田圭宣（テレビアニメ版）
実際にはケロン人ではなく古代の兵器。
超劇場版・原作第13巻「超劇場版ケロロ軍曹 外伝 KILULU DISPOSAL」で登場。テレビシリーズにも第230話Bパートで実験体が登場。
キルル.（キルルドット）
声 - 藤田圭宣
アニメ第128話・第129話に登場。幼い姿をしていて、ケロロが「マッシュ」と名づけて可愛がっていた。
キルルバージョンX-52（キルルバージョンてん ごーにー）
アニメ第129話で登場。
キルル南太平洋版
声 - 藤田圭宣
超劇場版2に登場。劇中では冒頭にあっさり倒されていた。
キルル空中都市版
超劇場版3に登場。
X-5.5（エックスゴーゴー）
原作第137話・アニメ第243話で登場。アニメでの表記は「X-55」。
カララ
声 - 野田順子
原作とアニメで設定が異なる。原作ではケロン軍幼年組所属、アニメではケロン軍非所属でドババの娘。
チロロ
声 - 桑谷夏子
カララとは同学年で、体色はレモンイエローで帽子とお腹に車両進入禁止（道路標識）マーク。帽子の先端は複数に分かれている。
連載雑誌である『少年エース』にて初登場後すぐにアニメ版に登場したが、アニメ版では本来初登場すべきエピソードには登場せず、さらにアニメ版独自の設定が多く追加されすぎてしまい、作品を知らない人からは「アニメ版のオリジナルキャラクター」として認識されることも少なくない（これはカララも同様）。
原作での設定
第90話で初登場。原作版のカララと同じくケロン軍幼年訓練所所属のいたずら好きな子という設定。一人称は「ボク」であるが、『ひみつ超ひゃっか』では「オイラ」と書かれている。
アニメでの設定
初登場は4代目OPのアニメーションで、本編初登場は第121話。一般ケロン人の女の子で、アニメ版のカララと同じくケロン軍には所属していない。一人称は不明。挨拶をする際に「アロハ〜」と言うことが多く、ごく稀に関西弁が出ることがある。不思議なことに大人しか入れないはずのバーに入ることが可能である。また、サクランボのへたを口の中で結んで東京タワーをつくることができメカヴァイパー（本人）を驚愕させた（第121話より）。第135話・第180話でカララとともに再び登場。
なお原作第90話にはアニメ第94話が対応するが、その回では当時姿が幼年体であったタルルが代わりに登場した。
ブラックスター
声 - 悠木碧
原作第192話で初登場。正確にはケロン人ではなく、新ケロロのケロンスターに収められていたケロン軍軍事機密アーカイブが意思を持ち、実体化した姿。データを管理していた自律プログラムが性格と体の中心となっており、姿形は新ケロロに近い。体色は黒で腹部のターン･ケロンスターと頭部の白い星型模様、頭･首･腕の計5箇所についているデータハブが特徴。
「破壊の時代」の力を有しており、また蓄積された戦闘データからウォリアーSTYLEの解除方法を引き出すなど、その戦闘能力は極めて強大。ただしデータにない戦法については処理しきれなくなることもある。
目的は新ケロロのリビルド･ケロンスターと一体化すること。新ケロロとは互いのケロンスターによって意識がつながっている描写が見られる。
何らかの理由によりケロン軍直轄処分施設「ロック☆スター」に幽閉されていたが破壊し、監視役のシヴァヴァを一蹴した後地球へ向かう。地球に現れてからは「戦術局地麻酔（タクティクスアネスシージャ）」によって武蔵市一帯の時間と物質を固定した後に、ギロロ・夏美を撃破し、ウォリアーSTYLEのケロロをもSTYLE解除を行ったうえで倒したが、その後の新ケロロとの戦闘では自身のデータにない戦法に翻弄され敗北した。その後も地球に潜伏しているが、データであるためかケロロ小隊ですらその位置を発見することができない。
28巻より始まったケロロンボール編では、クルルが開発したミッションをこなすだけで侵略完了する「ケロロンボール」を、冬樹が考案した新・世界の七不思議のデータとかけあわせ、世界中に分散させてしまった。

## ノンケロン
ケロン軍も縛れないほどの規格外の力を持つケロン人。
ナムム
原作第153話で初登場。元ケロン軍の特務曹長で、現在は地球の忍組織「泰連」の頭領。ケロン軍地球侵攻の折に自らのデータを全て消し、地球に残った。そして地球人に変装し、忍庁の解体に反対する忍を集めて泰連を組織した。
ケロロ小隊が地球に来てからその行動を密かに監視しており、侵略を開始しないケロロ小隊を見て「やる気がない」と判断し、それなら自分が代わろうと考え、夏美の修学旅行に便乗して京都を訪れたケロロ小隊を襲いケロンスターを奪おうと画策した。しかしその計画を察知したクルルと接触したことで奪回を中止した。
原作182話によると、かつて幽霊ちゃん（お観世）を助けたカッパとなにやら関係があるらしく、「隊長」と呼んでいた。
「GR計画」という計画を立てており、ケロロから☆を奪えずに終わったのもGR計画の第一歩だとしている。
ヒララ
原作169話で登場。「ノンケロン」ケロン軍特別警戒指定ナンバー05。
木星からほぼ一瞬で地球にたどり着く移動能力を持ち、木星にいるガスっぽい人たちをも魅了する“歌”の侵略能力を持つ。武蔵市全域を歌で魅了したが本人は侵略に興味を持っていない。
アンテナのような形に変形する、ケロボールに似た道具を二つ持っている
まだ地球に残って、地球上を飛び回っている。ガルルとプルルは彼女のファンであった。
シヴァヴァ
声 - 高山みなみ
熱血漢で、とにかく暴れるのが大好き。自称「仰天大聖」。「仰天大聖」の由来は孫悟空の「斉天大聖」。名乗りや決めポーズも欠かさない。
体色は赤色で頭とお腹周りにはマークの代わりに金色の輪を身に着けている。また自分の体よりも長い棒を持って戦う。攻撃方法はその棒での突き・打撃、そして手から発射する光弾。棒からも発射できる。一人称は「オラっち」。笑い声は「シ〜ッヴァシヴァシヴァ」。
劇中では明らかにはされなかったが、後に原作漫画に登場し、ノンケロンの1人で、過去にケロン軍に在籍していたことが明かされた。

## ケロロ小隊隊員の家族

### ケロロの家族
ケロロの父
声 - 緒方賢一
原作第17話・アニメ第27話Aパートでそれぞれ初登場（アニメではそれ以前に第4話・第22話でシルエットで登場しており、第4話はケロロが子供の頃の、第22話はケロロがケロロ小隊の隊長になった頃の姿である）。会話は博多弁。
宇宙一（ケロン星一）の鬼軍曹で、口の上（どちらかと言えば鼻の下寄り）にヒトラー風のチョビヒゲを生やし、宇宙熊本弁で話す。体色はケロロより若干暗い緑色。第一次世界大戦初期のドイツ軍皮兜に似ている濃い緑色のヘルメットを被り、ネクタイをしている。
寡黙だったといい、タバコを吸う。ケロロ曰く、銀河に「カエルの子はカエル」と言わしめた宇宙で最も軍曹な男。
ギロロの噂では冷酷無比の超軍人と謳われ、実力も確かなもので数々の伝説を残している。
サンタクロースとはギロロ&ガルルの父と共に温泉友達である。
「よかよか」が口癖で、これが聞こえるとヴァイパーさえも恐れをなす。ケロロはこの父から軍曹としての生き様・誇り・心得のほか、軍曹割引の有効活用法・軍曹ダンス・軍曹ファッションの流行最先端・軍曹ダイエット成功の秘訣など（軍曹割引以降は意味不明）を学んだという。ケロロ小隊とその隊長を務めるケロロ共に最も苦手とする人物である。原作ではやや親バカな一面もある（第0話）。
ケロロが幼年期の話だが、ケロロにおやつのショートケーキを勝手に食べられると一週間夕食のおかずを一品盗るという仕打ちがすきである。
ケロロの母
声 - 千々松幸子
原作での初登場は原作第35話で、台所に立ちエプロンをしている後ろ姿であった。顔は原作第0話（「ケロロランド Vol.24」が発出。単行本では18巻に収録）で判明。
アニメでは劇場版第4弾短編『ケロ0 出発だよ! 全員集合!!』で登場。テレビシリーズには10代目OPで初登場、本編初登場は第260話Aパート。
いわゆる「おばさんパーマ」で、髪の色は黒（幼年期のケロロとともに写っている写真によると昔は茶髪だった）。原作では星マークの髪飾りをつけているが、アニメではつけていない。眼の下にまつげがある。ケロロとは瓜二つ。原作での口癖は「やれやれ」。
ステレオタイプな母親で、アナログでお節介で機械オンチ（アニメ第313話Aパートでは、より機械オンチぶりが強調されており、本人もその旨を述べている）。夫（ケロロの父）からは「母さん」、ケロロからは「母上」と呼ばれている。典型的なおばさんの話し方をするが訛りはない。アニメ第276話Aパートでは（夏美とケロロの母の体が入れ替わっていたとはいえ）鬼軍曹と呼ばれるケロロの父をして、一言で黙らせる一面もあった。同じくアニメ第276話Bパートでは「根性！根性！ド根性よ！」とギロロに声援を送る場面もあった（ど根性ガエルの声優繋がり）。若い頃から、ふらふらと出歩く癖がある。
ケロロの祖父
ケロロのセリフ中に一度のみ登場。ケロロにノントルマの話をした。

### ギロロの家族
ガルル
ガルル小隊を参照。
ギロロ&ガルルの父
声 - 中田譲治（劇場版2同時上映分の教官パネル）
ギロロとガルルの父親。原作では今のところシルエットでしか登場していない。厳しい性格らしい。
アニメでは第143話Aパートで初登場し、ケロロの父親と熱海へ温泉旅行に行った時の写真に写っていた。
原作第115話・アニメ第183話では息子のガルルに宇宙炭水化物の種をギロロに持って行くように頼んだ。
外見は3代目EDの歌詞やアニメ第183話に対する次回予告でのギロロの発言によると二重あごらしいのだがそうではなく、ギロロとガルルを足して割った感じの目で眉毛は輪郭からはみ出ていて口のまわりに濃いヒゲを生やしている（ギロロの父に関してはアニメ版キャラクターデザインの追崎史敏曰く、原作者のラフスケッチからアニメ用にアレンジしたとのこと）。『ちびケロ ケロボールの秘密!?』ではギロロ&ガルルの父の絵が書かれた教官パネルの制御装置の声として登場。また、3rdシーズン10巻のジャケットでも姿が描かれている。

### ドロロの家族
家族全員マスクをしているのが特徴である（父のみ不明）。
ドロロの母
声 - 渡辺久美子
ドロロの母親で、彼がゼロロから改名したことを知らない。ゼロロと同じようにマスクをしている。ヘアスタイルは常にお団子（シニヨン）頭。原作では数コマだけの出演だが、アニメ版ではゲストキャラクターとして出たこともある。
アニメ第326話Aパートでは「ドロロの母が元凄腕のアサシンだった」と幼年期のケロロが言っていたが真相は不明。が、ケロロ小隊で最強といわれるドロロの母だけあって彼女もそれらしい描写がたまに見られ、フライパンとフライパン返しが武器。腰が低く、「ありがと、ありがと」が口癖。
ドロロの父
弟と同じく本編には登場していない。ただし、ドロロの幼年期の回想で名前のみ登場している。登場はしていないが、作者の吉崎観音は彼の存在について語ってはおり、吉崎曰く「若くて真面目で勤勉ないいお父さん」とのこと。
アニメではドロロに「高価なものを友人の間で貸し借りしてはいけない」と教育したという。ドロロを一度も殴ったことがない。また、「PRAY　BOY」というエロ本を台所に隠していた（あくまでドロロの推測）。
ドロロの弟
原作第56話・アニメ第13話Bパートで存在が初めて判明（ケロロが幼年期にドロロの家にあったおもちゃの「タマゴロー」（アニメでは高級なオルゴール）を壊したことを自白したとき、ドロロが当時そのことについて母親にあたったり弟を疑ったりしたと発言したことから）。その後、劇場版第4弾同時上映『ケロ0 出発だよ! 全員集合!!』エンディングで頭頂部のみ出演。また、アニメ第326話Aパートでは初めて後姿が登場しており、体色はドロロより若干紫がかっている。顔・声は不明。アニメ352話Aパートでもドロロの回想シーンに登場したが、マスクに「おとうと」と書かれただけのシルエットであったため、顔は描写されなかった。

## オリジナルキャラクター

### テレビアニメ
サババ
声 - 佐々木望
アニメ第220話Bパートで登場。砂でできた古代のケロン人の科学で造り出された人造のケロン人（もしくは、それを現代のケロン人が改良したもの）であり、ピラミッドやスフィンクスを建造させるために作られた（以上はクルルやドロロの推測による発言からであり、実際には定かではない）。
反乱を起こしたためピラミッドに封印されており、そのピラミッド内にあるコブラのマークに触れることによってサババの体を作るコントローラーを作動させられる。そのためコントローラーを外したら自由に動けなくなり、元の砂に戻ってしまう。最終的には砂時計に閉じ込められた。
体色は薄い黄色で、額と腹部に紫色のコブラのようなマーク。目の色は同じく紫色で中央に黒い瞳があり、形はケロロらのような正確な円形ではなく、実際の人間の目のような形を内側へ傾けたいわゆるツリ目である。右手部分はフックのようになっている。以上の外見を持つのは1人のみで、ほかは全員黄色のシルエットのようになっている。
体が砂でできているため自由に形を変えることができ、物理攻撃はまったく効果がない。また、水分を保有していないためケロン人の天敵であるニョロロも通用しない。
「サバサバ……」や「サバラバラ……」としか話すことができず、「サババ」という名前はこの言葉からケロロが名づけたものである。
超劇場版3の公開にあわせて実施された「ケロン人コンテスト」での最優秀作品キャラクターの一人。
メルル
声 - 松岡由貴
アニメ第228話Aパートで登場。ケロン星郵政省郵政局の郵便配達人で、宇宙辺境方面地域担当。本人曰く、「人呼んで『流れ星のメルル』」だという。体色は桃色で、額と腹にそれぞれ白・赤の手紙のマークがある。
性別は不明。また声はないが、『ケロ0』ではケロロが忘れていったケロボールを届ける姿が見られる。
超劇場版3の公開にあわせて実施された「ケロン人コンテスト」での最優秀作品キャラクターの一人。
キカカ
声 - 茂呂田かおる
アニメ第230話Bパートで登場。実際にはケロン人ではなくロボット。体色は黄土色。帽子は青緑色で、角のようなものが2本飛び出している（帽子の端と角はやや青色に近くなっている）。額と腹部は白で、マークはない。目は赤色で右目には探知機能のようなものがあり、左目には「∴」のような位置関係で黄色の点が3点ある。ロボットなので性別はない。
幼年期、ゼロロが野生のアンドロメディアンハスキーに襲われたときに突如現れ、額のレーザービームで追い払ってくれたことからゼロロと親しくなった。初めは彼の家に居候していたが、後にケロロらとも親しくなる。腹部からはオレンジジュースを出すことができる。
しかし、ゼロロが額のレーザービームの乱発を防ぐ目的で自分と同じ手裏剣マークを色紙で作ってキカカの額に貼り付けたことで、彼らと対立する上級生がキカカを「キルル」と間違い、キルルの研究員に密告する（その後のキルルが暴走する場面の顛末についてはキルルの解説を参照）。そして、暴走して残骸となったキルルが回収された場所でゼロロたちは小さくなって動かなくなったキカカを発見する。そのときゼロロはキカカを「おもちゃの妖精だったのかなぁ…」と推測していたが、実はキカカは当時のクルルが「万能兵器化飲料ナノラ」（何でも兵器に変えてしまう飲み物）の試作品をそのおもちゃに与えたものであった。
言葉は「キ…カ…カ…」としか話せない。また、ロボットだが食べ物を食べることができる。
超劇場版3の公開にあわせて実施された「ケロン人コンテスト」での最優秀作品キャラクターの一人。
ノビビ
声 - 折笠愛
アニメ第268話で初めて名前が登場。メカデザイナーであるカトヤマ・キコ曹長がケロン星で居候した先の人物であり、それ以来カトヤマの友人となった。外見はアニメ第305話で判明しており、体色は青緑色で尻尾が生えている。帽子はヘッドフォン状であり、額と腹にマークがある。マークの形状は縦長の長方形の下側を三角形に尖らせたような図形を横方向に貫くジグザグにより切断された形であり、色は赤色。
ズララとグルル
アニメ第285話Aパートで登場。侵略活動中の他人の基地を乗っ取る2人組の強盗侵略者。横取りした基地を使って侵略を行う。宇宙警察にも目をつけられていたが、初登場話で逮捕されるまでその素顔は知られていなかった。
ズララ
声 - くまいもとこ
体色は青緑色で、額と腹に円形を1本の縦棒が貫いているような赤色のマークがあり、目は常に半開きである。グルルの親分のような立場で、比較的冷静であるが涙もろい面もある。
グルル
声 - 橘U子
体色は朱色で、額と腹に黄色の「V」の字に似たマークがある。性格はややお調子者で、さらに自分たちの作戦をうっかり話してしまうような面もあってことあるごとにズララに突っ込まれている（その突っ込みはパンチやキックなどかなり強烈である）。語尾に「やんす」をつけて話す。また、ズララによると調理師見習い歴5年であり、さらに格闘の才能もあるとのことである。
なお、この2人の登場以前、ケロロたちが幼年訓練所時代に彼らと対立していた悪童の上級生が登場していたが同一人物かどうかは不明（ただしグルル似のものは色が黄色でマークが青色だった）。
チババ
声 - 佐々木望
アニメ第302話Aパートで登場。ケロン星の映画プロデューサー。初登場話ではケロロ小隊に自身がプロデューサーを務める映画『ドキュメント ケロロ小隊戦記』への出演を依頼するために地球へ来た。体色は暗めの青色で、額には黄色の三角形にオレンジ色のブーメラン型の図形を重ねたようなマークがある。ネクタイを締めているため腹のマークがあるかどうかは不明。口にちょび髭を生やしている。耳はクルル同様ヘッドフォン状になっている。
アニメ第348話Bパートで再登場。このときの肩書きは「宇宙宣伝プロデューサー」であり、『ケロロ小隊戦記』の電話インタビューをケロロに依頼していた。この回は電話を通してのみの登場であった。
オララ
声 - 野沢雅子
アニメ第347話Aパートで登場。圧倒的なオーラを放つ格闘家。一人称は名前の通り「オラ」であり、「オッス、オラ、オララ」と自己紹介をする。そのオーラは肉眼でも確認できるほど強く、それを前にしてギロロや夏美でさえも一切逆らうことができなかった。
体色は薄めの赤色で、額と腹にオレンジ色の六角形が3つ、三角形の形になるように接触したマークがある。瞳は緑色で、縦長の楕円形をしている（その中央部分はより濃い緑色の楕円になっている）。帽子は顔の右上と左上にあたる部分が突起のようにとがった形状をしている。
その圧倒的なオーラから、彼が「カリスマ侵略者」であり、彼が惑星の代表者に「あなたの惑星を侵略した」という旨の電話を1本入れるだけでその惑星の侵略が完了する、という都市伝説がある。しかしオララは侵略行為をしておらず、侵略への興味もない。実際には彼の名を勝手に利用した者が「ナンク星人」に電話をかけてしまい、ナンク星人が迷惑料として電話をかけてきた元の惑星を手中に収めていたに過ぎない。
オララは前述の通り格闘家であり、その強さは、地球にやってきたナンク星人の巨大な惑星兵器を撃退するほどのものである。フライングボードなどの道具の力を借りずに空を飛んだり、周囲の人々のオーラを分けてもらって巨大な玉を発射したりする技を持つ。
ナベベ
声 - 田辺誠一（特別出演）
アニメ第352話両パートで登場（Bパートの登場はごくわずかである）。ケロン式闇鍋の鍋奉行であり、ケロン式闇鍋を実施する際に招かれる人物。登場時にケロロたちが土下座で迎え入れたり、ケロロが「様」をつけて呼んでいたりすることから、身分が高い人物のようである。語尾に「ナベ」をつけて話す。
初登場話で夏美が言及していた通り、時代劇を意識した箇所が見られる。体色は白色で、額に十文字紋のマークがあり、後頭部にはちょんまげに似たものがついている。また、袴を着用しているため腹のマークは不明である。登場時や退出時にはそのためのふすまが出現する。
RD-00（アールディーゼロゼロ）
声 - 三木眞一郎
アニメ第354話Aパートで登場。実際にはケロン人ではなく、ケロロの子孫の時代におけるケロン人型ロボット。通称「ダブルオー」。古いパーツで作られているためそれほど高性能ではない。体色は白色で、目の中心は緑色をしている。額と腹部に黄色の星マークがあり、帽子はない。また、後頭部に「00」のマークがある（2つの「0」の内部右側には小さな黒丸があり、目のようなマークになっている）。
未来の世界ではケロロが地球侵略を達成できないまま引退し、その任務を引き継いだケロロの子孫は貧しい生活を送っていた。そのような時に偶然過去と未来をつなぐワームホールが出現し、ケロロの子孫はそれを使って歴史を変えようと考え、RD-00をケロロの時代に送った。ケロロは、未来のロボットなのに平凡なことしかできないRD-00にはじめは不満を募らせたが、その後自分の子孫の貧困さに思いをめぐらせ、さらにロボヴァイパーからケロロ自身に申し込まれた決闘を代わりに引き受けてひたすら立ち向かっていくRD-00の姿に感動し、未来を変えることを決意した。
アニメ第158話Aパートのラストカットで上にあげたキャラクター以外で「ケロロランド」のキャラクター9名が後ろ姿のみで登場している（どのキャラクターであるかは不明）。
ジョリリ
声 - 菅原淳一
アニメ第162話で初登場。ケロロたちが訓練所にいた頃に作った秘密基地の上の階にいつの間にか住んでいた謎の風来坊ケロン人。額と腹に「J」の二画目の先端が渦巻き状になっているマークがある。口の上辺りに無精ひげを生やしている。
一見変なおじさんだが、気さくなジョリリの人柄を幼きケロロたちは慕い、当時の体験はその後のケロロたちに少なからず影響を与えている。
「俺に言わせりゃあ〜」「○○って言葉、知ってるか?」「つまりこういうことだ」と、さも含蓄がありそうで、実は何の脈絡もないこと（340話Bパートで、これは自身の思い出話によるものだということが判明した）を平然と言ってのけ、またいざというときには適当に煙に巻いて逃げてしまうため、まるで頼りにならないが、アニメ301話Aパートではこの言葉を西澤家の一同が聞いたことでタママが西澤家から追放されるのを阻止するなど、聴く人間によってはとてつもなく素晴らしい言葉だと感じられるようである。なお、4thシーズンDVD2巻に彼の言葉で現実でも使えるかもしれない言葉として｢東を向いて海苔巻きをかじれば大抵のことはうまくいく｣というものが紹介されたが、彼が登場した2007年以降、東が恵方であったことは1度もない。また、宇宙人街で因縁をつけてきたガキ大将星人とトリマキ星人を軽々と振り回したり（第271話Aパート）、宇宙株式市場を読みこなして見せたり（第187話Aパート）するなど、意外な実力をのぞかせることがある。その他にも、アニメ187話Aパートで公園のブランコで遊んでいたのかと思うといつの間にかケロロの背後にいたり、アンチバリアなしで外を歩いても大丈夫など、実はケロロたちよりもすごいのではないかと思わせる描写もある。
ケロロたちにアドバイスをするときには、「片足を何かに乗せ、アゴに手をやるポーズ」を取るが、この時足を乗せる台には彼なりのこだわりがあり（176話Aパート）、今ではもっぱら自分専用の波止場のボラードを持参している。
根っからの自由人である彼だが、第271話Aパートでは一時的にケロロ小隊に配属されたことがある。ただしこれはラーメン屋の行列と間違えてケロン軍入隊希望者の行列に並んでしまいケロン軍に登録されてしまったことによるもので、後に軍でその間違いが判明したため除隊された。また、この際、タママの部下として配属されたことから、これ以降ジョリリはタママのことを｢先輩｣と呼ぶようになった（後にこのことがタママを救うことになる）。
自身の回想で、かつてはデイ・トレーダーとして成功を収め、日々贅沢三昧していたと語っている（340話Bパート）。
元は「ケロロランド vol.10」の読者投稿で表紙に描かれたキャラクター。
ドババ
声 - 柴田秀勝
カララと同じくアニメ第65話Bパートで初登場。カララの父で、ケロン星屈指の大企業「ドババ・インダストリー」の社長。ゆえに相当な大富豪である。初登場時はカララに自分の軽機動メカを勝手に使われて怒っており、クルルのお仕置き迷路に登場した。2度目の登場は第77話Aパートで、地球に来たカララを連れ戻しに来た。これ以降は登場していない。
「ドババ」という名が明かされたのはカララの3度目の登場である第94話。
ウレレ
声 - 関俊彦
アニメ第145話Aパート・第169話Aパート・第245話Aパート・第291話Bパートで登場。ケロン星から独立したフリーの侵略者。
体色は薄い紫色で、おでこに「!」、腹に「!」を上下逆にしたマークがある（ネクタイのようにも見える）。マイクつきのヘッドフォンのようなものをつけている。目は正円に近い楕円形で瞳は中央が青、そのすぐ周りが水色である。登場時のセリフは「ボク、参上!」。
売れっ子のエリート侵略者であり、初登場時は「1週間に5つ惑星を侵略しなければならない」と発言していた。彼が立てた実行済みの侵略作戦には著作権がつき、それを勝手に実行すると捕まる（第145話より）。ケロロからのメールを読んで返事をするなど、結構誠実な性格である。一人称は「僕」。
彼は侵略の利益を横取りする「ギョフノリー星人」に執拗につけ回されていたことがある。第169話Aパートの再登場はギョフノリー星人への意趣返しであり、撃退に成功した。
第234話Bパートでも登場したが、ケロロたちとの直接の対面はなく彼が書いた侵略のハウツー本「やれる!ペコポソ侵略」内のホログラム（バーチャル）映像としての登場であった。この本が出版されたとき、すでに13796件の侵略を達成しているという。第245話Aパートでは正月で暇を持て余しているケロロの部屋に現れ、一緒におせちや雑煮を食べたりしている。この時も「4件の侵略が終わってやっと正月休みがもらえた」と言っている。
超絶プラモ大魔王（ちょうぜつプラモだいまおう）
声 - 辻村真人
アニメ第191話Bパートで登場。ケロロに「プラモは楽しんで作るものだ」ということを教えるために登場した。プラモ作りの技術が特に優れているわけではないが、彼の作るプラモには個性があふれており、質や専門技術ばかりに固執していたケロロに「プラモ作りの楽しさ」を改めて実感させた。なお、ケロロは彼のことを「老後のケロロ自身」ではないかと推測している。
体色は暗めの緑色で、背中に「百」と書かれた黄色いマントを羽織っている。帽子は通常のケロン人とは異なる形をしており、額にあたる部分に右目側が青色、左目側が赤色の星マークがある。

### ゲーム
ドララ特務兵（ドララとくむへい）
声 - 小西克幸
ニンテンドーDS版ゲーム『超劇場版ケロロ軍曹 撃侵ドラゴンウォリアーズであります!』のオリジナルキャラクター。竜のしっぽの調査員として地球にやってきた。
正体は宇宙の辺境で古代ケロン軍の事後処理、記録改竄などを行う特別指定危険種監視部隊であるドララ小隊の隊長であった。しかし彼自身はその任務に強い不満を抱いている。
はじめから地球竜の正体を知っており、地球竜のエネルギーを自らの体に吸収し地球侵略を行うのが真の目的であった。が、ケロロ小隊に敗北し潔くケロン軍本部へと戻った。
ドララは厳罰を覚悟していたが、ケロロの計らいにより報告レポート上ではドララ小隊そのものが地球竜事件に関与していないということになっている（映画本編のストーリーがこの改竄レポートであり、ゲームのシナリオが実際にあったことというような描写になっている）。
普段は軍人らしく喋っているが、気を抜いたり高ぶったりすると田舎くさい口調になる。なお、映画と同時上映された短編の『ケロ0』にも出演している。
ゲムム
声 - 置鮎龍太郎
ニンテンドーDSソフト『ケロロRPG 騎士と武者と伝説の海賊』のオリジナルキャラクター。階級は不明。ケロロたちの先輩にあたる。一人称は｢我」。
ケロロたちが地球に来る数十年前に地球に到着し、地球のゲームに心を奪われてしまい、究極のRPGを作り上げようと決意する。そして究極のRPGを完成させ、転送装置を用意して自分が「大魔王アゴン」となり、勇者が来るのを待った。
しかし、挑戦者が誰も現れず数十年の時が経ち、三姉妹のアレア、イリンクス、ミミクリを作りあげ、自分の封印を解くために伝説の神器の回収を命じた（ちょうどその時、ケロロ小隊が転送装置でRPGの世界にやってきた）。途中で地球とRPGの世界を融合させようとたくらんでいたがケロロたちに倒され、野望は打ち砕かれた。
現実世界に戻るとRPGの世界や住民が消えてしまうため、RPGの世界に残ることを決意する。
体の色はブルーグレーで、角付きの帽子をかぶっており、顔や体に傷みたいなものがある。額にはナムコのスペシャルフラッグのマークがあるがお腹にはマークがなく、お尻のあたりに尻尾のようなものがある。

### コラボ・クロスオーバー作品
スママ
西武鉄道車内および駅構内にて2010年9月から「ケロロ軍曹のマナーで西武鉄道侵略大作戦」と題するマナーポスター・ステッカー・車内デジタルサイネージにケロロ小隊らともに登場。西武鉄道専属のケロン人で、鉄道マナー向上を呼びかけている。2015年1月現在、車内編が11作品、駅編が5作品となっている。

## その他のキャラクター
上級生
声 - 西墻由香、重松朋（アニメ第162話）、氷青（アニメ第183話）、渡辺智美
ケロロたちが幼年訓練所時代に対立していた悪童の上級生たち。あくどい性格で、ケロロたちが作った秘密基地を奪おうとしていた。ケロロたちを「しっぽ組」と呼んでいた。
西墻由香が演じた上級生の体色は青緑色。額と腹に円形を1本の縦棒が貫いているような赤色のマークがあり、目は常に半開きである。上級生のリーダーでずる賢い。
重松朋（氷青）が演じた上級生の体色は黄色。額と腹に青色の「V」の字に似たマークがある。リーダーと共に行動することが多い。
渡辺智美が演じた上級生の体色は薄緑色。額と腹に円形を1本の横棒が貫いているような赤色のマークがあり目は、常に半開きである（リーダーと違い、瞼のような部分が下にある）。アニメのみの登場であり、アニメ第183話では登場していない。
原作での設定
原作115話で登場。ケロロとギロロを払い除けて秘密基地を奪おうとしたが当時、成年訓練所の新入りだったガルルに止められた。ガルルを連れて話し合いをしたが、途中でガルルを殴った。この出来事を教官が目撃しており、その数日後、上級生たちは訓練所を除隊された。
アニメでの設定
アニメ第162話で初登場。この頃はケロロと同じく幼年体だった。ケロロたちから秘密基地を奪うが、ケロロたちの作戦に嵌ってしまう。ケンカでケロロたちを倒すが、何度も立ち向かうケロロたちに恐れて逃げ出した。アニメ第183話では成年体になっており、アンドロメディアンハスキーで脅してケロロたちから秘密基地を奪おうとしたが当時、成年訓練所の新入りだったガルルに止められた。ガルルを連れて話し合いをしたが、途中でガルルを殴った。この出来事を教官が目撃しており、その数日後、上級生たちは訓練所を除隊された。アニメ第230話Bパートではキカカをキルルと間違い、キルルの研究員に密告する。
シュペペ
超劇場版2の同時上映『ちびケロ ケロボールの秘密!?』で「クルルの友達」として登場するケロン人。
体色は薄い紫色で、額と腹にそれぞれ白と青の絆創膏のようなマーク（横長の円形）があり、鼻に絆創膏を貼っている。
実はケロロの幼年訓練所の同級生であり、アニメ第228話Aパートでは「シペペ」という名で彼への手紙の送り主という形で登場している。なおケロロは彼のことを「数年前の記憶を覚えている変わり者」と称している。

リノノ
超劇場版2の同時上映『ちびケロ ケロボールの秘密!?』にシュペペと共にとして出ているケロン人。
彼女もケロロの幼年訓練所の同級生で、遠足バスでプルルの前の席に座っている形でアニメ第197話に登場している。
ケロボットK66のパイロット
声 -石丸博也
ギロボットG66のパイロット
声 - 野田圭一
ジャイアントタマボットのパイロット
声 - 山口勝平

### ケロロランドオリジナルキャラクター
- 『ケロロランド』のみに登場したキャラクターについては、当該項目を参照（アニメや原作などにも登場したキャラクターは記載してある）。

## 『あの頃ケロロ軍曹』に登場するケロン人

### 1stシーズン
ケロロチーム
ケロロ
オッチョコチョイのリーダー。この頃は帽子の色が緑で、星のマークがふ赤と黄色だった。

サルル
ウキ（猿語?）しかしゃべれない。イヌヌとは仲が悪い。特技はサルルクラッシュ。
イヌヌ
バウッ（犬語?）しかしゃべれない。サルルとは仲が悪い。特技はイヌヌハウリング。
トリリ
フクロウ型のケロン人。いつもヌイイを見つめている。
ヌイイ
ぬいぐるみのケロン人。実は、ある秘密が隠されている。

ギロロチーム (T.A,S,T)
ギロロ
真面目なリーダー。この頃は、お腹にドクロマークがあった。
ムカカ
怒りん坊だが人気がある。特技は逆ギレビンタ。
アルル
看護婦のケロン人。
ハナナ
花が大好きなケロン人。
エルル
絵が得意なケロン人。

ゼロロチーム（アサシンチーム）
ゼロロ
冷静沈着なリーダー。
タヌヌ
タヌキ型のケロン人。
リララ
女の子のケロン人。特技はアサシンペンダント。
ツネネ
キツネ型ケロン人。
フワワ
空を飛ぶのが得意なケロン人。

ゾルルチーム（ゾルルチーム）
ゾルル
ゼロロを憎んでいるサイボーグのリーダー。
ゴルル
体は岩石で出来ていて、ゴルとしかしゃべれない。
ザララ
砂型のケロン人。
モクク
煙型のケロン人。
ドクク
実験部隊出身のガスケロン人第1号で、兄は液体ケロン人のギルル。他人の体内に侵入することで会話が可能になる。

メタタチーム（B・S団）
メタタ
右側がサイボーグのリーダー。
ミョウウ（ブラックスター団A）
陰陽師のケロン人。カブブとは仲が悪い。
チャナナ（ブラックスター団B）
中国人のような格好をしている女の子のケロン人。ミョウウの妹。
カブブ（ブラックスター団C）
歌舞伎役者のケロン人。ミョウウとは仲が悪い。
魔破破（ブラックスター団D）
556チームに入っていたケロン人。

フィルルチーム（スポーディ）
フィルル
スポーツドクター。スポーツを通じ心身をきたえる。サッカー好き。特技はオーバーヘッドキック。
メトト
スポーツを通じ心身をきたえる。アメフト好き。
ベスス
スポーツを通じ心身をきたえる。野球好き。
ポカカ
スポーツを通じ心身をきたえる。ボクシング好き。
ピロロ
ピエロのようなケロン人。

マドドチーム（マドドメカニズム）
マドド
ロボボたちを作った科学者。
ロボボM
手足に磁石が付いているマドドが作ったロボット。よく鉄にくっつく。
ロボボE
手足にコンセントが付いているマドドが作ったロボット。コンセントからたくさんの電気を使うため、よく充電しないといけない。
ロボボD
手足にドリルが付いているマドドが作ったロボット。よく土に埋もれる。
ロボボP
手足にプロペラが付いているマドドが作ったロボット。

556チーム
556
熱血なリーダー。この頃は番長の格好をしている。特技は、レーザー鉄パイプ。
ラビー
556の妹。セーラー服を着ている。
ギタタ
ギタリストのケロン人。
マハハ
バイクに乗っているケロン人。その正体はＢ.Ｓ団所属の魔破破。
プタタ
大きな絵筆を持っているケロン人。

### 2ndシーズン
ケロロ (AKR-SP)
ケロロは飛行できるスクーター。素速さ抜群。
ギロロ（G66式）
ギロロのマシンは火力重視のタンク。攻撃力抜群。
ゼロロ（ファルコン）
ゼロロは己の力で勝負。仕掛けなしのグライダー。安定感抜群。
メタタ（Ω）
メタタはサーフィンボード型のスクーター。
魔破破（紅）
魔破破もケロロと同じくスクーター。

### 3rdシーズン
ガルル伍長
もうすでにケロン軍に入っている。このころは伍長でクルルの部下だった。
クルル少佐
もうすでにケロン軍に入っている。このころは少佐だったが、まだ幼年体。
タママ
まだケロン軍には入っていない。一般人の幼年体。
カゲゲ小隊
- カゲゲ
- メケケ
- ユキキ
- ウシシ
- タココ

ケロロの夏休みに登場したのが、ジョリリ